# Цинциннати/Северный Кентукки
Международный аэропорт Цинциннати/Северный Кентукки (англ. Cincinnati/Northern Kentucky International Airport), (ИАТА: CVG, ИКАО: KCVG) — расположен в неиндустральной зоне Хеброн округа Бун (Кентукки, США). Собственный код (CVG) аэропорт получил по сокращенному названию ближайшего крупного, на момент его открытия, города Ковингтон. Несмотря на то, что аэропорт находится в округе Бун, деятельность его координируется и управляется Администрацией аэропорта, расположенной в округе Кентон. Международный аэропорт Цинциннати/Северный Кентукки занимает общую площадь в 28 квадратных километров (7000 акров).

## История
Первым пассажирским самолётом, приземлившемся 10 января 1947 года в новом Аэропорту Цинциннати/Северный Кентукки стал Douglas DC-3 авиакомпании American Airlines, выполнявший рейс по маршруту Кливленд (Огайо)-Цинциннати. Вслед за ним произвёл посадку пассажирский рейс компании Delta Air Lines.

### Реактивная эра
1960-е годы ознаменовались открытием реактивного сообщения во всём мире. 16 декабря 1960 года в Цинциннати/Северный Кентукки начались регулярные рейсы на Convair 880 авиакомпании Delta Air Lines. Первоначальный Терминал А подвергся расширению и масштабной реконструкции, была увеличена длина взлётно-посадочной полосы с направлением с севера на юг с 945,9 до 1950,72 метров.
В 1964 администрация аэропорта выпустила долговые обязательства на 12 миллионов долларов США, которые использовались для расширения южной части Терминала и введения в эксплуатацию девяти выходов на посадку (гейтов) под нужны авиакомпаний Trans World Airlines, American Airlines и Delta Air Lines. В 1971 году сдана очередная взлётно-посадочная полоса направления «восток-запад», пересекающая самую длинную полосу аэропорта направлением «север-юг». На время проводимой реконструкции, в период с 9 сентября до октября месяца того же года, были введены ограничения на размеры обслуживаемых самолётов и большинство авиакомпаний временно заменили рейсы, выполнявшиеся большими лайнерами, на самолёты малой и средней длины. Единственная авиакомпания, которая не стала проводить данные изменения, была Delta Air Lines — её рейсы были перенесены из Аэропорта Цинциннати/Северный Кентукки в аэропорт Луисвилла.
Банкротство авиакомпании Delta Air Lines в 2005 году существенно и в первую очередь затронуло объёмы пассажирских перевозок Аэропорта Цинциннати/Северный Кентукки. Было сокращено значительное число маршрутов во многие города, часть рейсов была сдвинута на другое время суток для более полной загрузки самолётов, в результате общее число рейсов в аэропорту снизилось до четырёхсот в день по 120 беспосадочным направлениям. В 2008 году из-за высоких цен на топливо и развивающимся экономическим кризисом продолжилось падение объёмов перевозок, и к концу года соответствующие показатели составили 325 вылетов в день в почти 100 пунктов назначения.

## Инфраструктура
Конфигурация пассажирских терминалов аэропорта в сочетании с возможностью проведения трёх одновременных взлётов/посадок самолётов позволяет наиболее эффективно использовать ресурсы аэропорта по обслуживанию пассажирских и грузовых маршрутов. Цинциннати/Северный Кентукки является пятым по величине узловым аэропортом авиакомпании Delta Air Lines и главной базой для её дочерней авиакомпании Comair, занимая важнейшее место в маршрутной сети Дельты по Среднему Западу США. В последнее время (в связи с экономическим кризисом) Delta Air Lines существенно снизила объёмы пассажирских перевозок через Цинциннати/Северный Кентукки и в августе 2008 года объявила о планируемом переносе всех регулярных рейсов Comair в пассажирские зоны А и В и закрытии всех операций в зоне С.
Аэропорт эксплуатирует три пассажирских терминала. Ранее использовавшийся только авиакомпанией US Airways Express Терминал 1 был выведен из эксплуатации 16 января 2007 года и в настоящее время содержит в себе офисы администрации аэропорта. В Терминале 2, в основном, работают авиакомпании American Airlines, United Airlines и US Airways. Терминал 3, построенный авиакомпанией Delta Air Lines и предназначенный только для её операций, имеет 3 пассажирские зоны обслуживания, разнесённые на расстояние друг от друга и соединённые между собой линиями подземного трамвая и автобусным сообщением. Терминал 3 в настоящее время эксплуатируется Delta Air Lines, её дочерними подразделениями и партнёрами по альянсу SkyTeam — авиакомпаниями Continental Airlines и Northwest Airlines. В связи с предстоящим переходом Continental Airlines из SkyTeam в альянс Star Alliance вопрос о дальнейшем пребывании авиакомпании в Терминале 3 остаётся открытым.
Международный аэропорт Цинциннати/Северный Кентукки эксплуатирует четыре взлётно-посадочные полосы:
- ВПП 9/27: 3658 x 46 метров, асфальтобетон;
- ВПП 18C/36C: 3353 x 46 метров, асфальтобетон;
- ВПП 18L/36R: 3048 x 46 метров, бетон;
- ВПП 18R/36L: 2438 x 46 метров, бетон.

## Авиакомпании и направления полётов

### Терминал 1
В силу того, что Терминал 1 был переоборудован из пассажирского терминала в здание по офисные помещения, в настоящее время он не обслуживает коммерческие перевозки.

### Терминал 2
Терминал 2 — небольшой пассажирский терминал 1970-х годов постройки. В эксплуатации находятся восемь гейтов и присоединённая багажная зона, пройти в которую можно через мост.

### Терминал 3
Терминал 3 состоит из трёх пассажирских зон. Зона С, в которой обслуживались рейсы авиакомпании Comair, была закрыта для операций 1 января 2009 года. Зоны А и В обслуживают пассажиров остальных авиакомпаний.

### Грузовые
В Аэропорту Цинциннати/Северный Кентукки работают две грузовые авиакомпании:
- Ameriflight и
- DHL Worldwide Express.

## Общая информация

### Статистика
За 12-имесячный период с 23 мая 2005 по 23 мая 2006 года в аэропорту было совершено 517.779 взлётов/посадок самолётов со средним показателем 1.418 взлётов/посадок в день. Из них 64 % составили рейсы авиатакси, 31 % регулярные коммерческие рейсы, 5 % рейсы авиации общего назначения и меньше одного процента пришлось на военные полёты.

### Тарифы
Международный аэропорт Цинциннати/Северный Кентукки неизменно входит в число самых дорогих аэропортов Соединённых Штатов. Delta Air Lines и её дочерняя авиакомпания Comair выполняют около 88 % от всех рейсов, обслуживаемых аэропортом, и этот факт часто приводится в качестве главной причины высоких относительно других аэропортов цен на авиабилеты. Руководство аэропорта полагает, что Delta Air Lines проводит политику «хищнического ценообразования», зачастую применяя демпинговые приёмы для вытеснения своих конкурентов (и, в особенности, низкобюджетные авиакомпании) с рынка. С 1990 по 2003 годы авиакомпания десять раз обваливала цены на билеты, выдавливая тем самым другие авиакомпании с аэропорта Цинциннати/Северный Кентукки, причём авиакомпании Vanguard Airlines приходилось дважды уходить с данного рынка. Руководство Дельты же утверждает, что её политика ценообразования является разумной и связана с увеличением стыковочных и беспосадочных рейсов в её транзитном узловом аэропорту.
Согласно результатам исследования общественного мнения 18 % жителей города Цинциннати и близлежащих к нему районов предпочитают пользоваться услугами одного из пяти близлежащих аэропортов (Дейтон, Луисвилл, Порт-Коламбус, Индианаполис и Блю-Грасс) вместо аэропорта Цинциннати/Северный Кентукки в первую очередь потому, что есть возможность сэкономить порядка 50 % на цене авиабилета. В попытке стимулировать потенциальных пассажиров к использованию аэропорта авиакомпания Delta Air Lines объявила об очередной широкомасштабной кампании по снижению цен на авиабилеты с 6 февраля 2009 года.

## Авиапроисшествия и несчастные случаи
- 12 января 1955 года. Martin 202A авиакомпании Trans World Airlines (регистрационный N93211) и Douglas DC-3 (регистрационный N999B) авиакомпании Castleton столкнулись в воздухе на высоте 210—270 метров. DC-3 вошёл в зону аэропорта не только без разрешения, но и без проведения штатных переговоров с диспетчерской службой аэропорта. Погибло 15 человек[10].
- 8 ноября 1965 года. Рейс 383 авиакомпании American Airlines, Boeing 727-23 (регистрационный N1996). Разбился перед взлётно-посадочной полосой в очень плохих погодных условиях. Экипаж не следил на высотой полёта при выполнении захода на посадку. Погибло 58 из 62 человек на борту[11].
- 6 ноября 1967 года. Рейс 159 авиакомпании Trans World Airlines, Boeing 707—131 (регистрационный N742TW). Разбился при попытке прекращения взлёта после прохождения скорости, максимально безопасной для остановки самолёта. Погиб 1 человек.
- 21 ноября 1967 года. Рейс 128 авиакомпании Trans World Airlines, Convair 880-22-1 (регистрационный N821TW). При заходе на посадку ночью в условиях снегопада и нерабочей курсо-глиссадной системы (была закрыта на ремонт) самолёт просел под глиссаду и врезался в деревья перед полосой. Погибло 70 из 82 человек на борту[12].
- 8 октября 1979 года. Рейс 444 авиакомпании Comair, Piper Navajo. Потерпел катастрофу сразу после взлёта, 7 пассажиров и членов экипажа погибли.
- 2 июня 1983 года. Рейс 797 Хьюстон-Даллас-Торонто-Монреаль авиакомпании Air Canada, Douglas DC-9-32 (регистрационный C-FTLU). По невыясненной причине возник пожар в туалетном отсеке самолёта. Недооценка ситуации и противоречивые сообщения командиру корабля о ходе его развития привели к задержке аварийной посадки. Погибло 23 из 46 человек, жертвами стали пассажиры, задохнувшиеся от дыма и угарных газов. Жертвой инцидента стал и известный канадский певец Стэн Роджерс[13].
- 9 января 1997 года. Рейс 3272 Цинциннати-Детройт авиакомпании Comair, Embraer EMB-120RT Brasilia (регистрационный N265CA). При заходе на посадку на полосу 3R аэропорта Детройт Уэйн-Канти в снежную бурю самолёт пошёл в глубокое пике и разбился в поле. Причинами катастрофы были неверные стандарты FAA по сертификации полёта в условиях обледенения и неправильное решение экипажа работать в условиях обледенения на скоростях, близких к нижнему пределу (с невыпущенными закрылками). Погибли все 29 человек на борту[14][15].